# Rivière des Aulnes (vattendrag i Kanada, lat 48,42, long -77,63)
Rivière des Aulnes är ett vattendrag i Kanada.   Det ligger i provinsen Québec, i den sydöstra delen av landet, 400 km norr om huvudstaden Ottawa. Rivière des Aulnes ligger vid sjön Lac Fiedmont.
I omgivningarna runt Rivière des Aulnes växer i huvudsak blandskog. Runt Rivière des Aulnes är det mycket glesbefolkat, med 2 invånare per kvadratkilometer.